# Autoroute A76 (Pays-Bas)
Pour les articles homonymes, voir A76.
L'autoroute néerlandaise A76  (en néerlandais Rijksweg 79) est une autoroute des Pays-Bas. Elle est longue de 27 km et traverse la province de Limbourg, reliant la frontière belge à la frontière allemande près d'Aix-la-Chapelle (Aachen), en passant à proximité de la ville d'Heerlen. Elle est prolongée à l'ouest par l'autoroute belge A2 et à l'est par l'autoroute allemande A4 (Bundesautobahn 4).

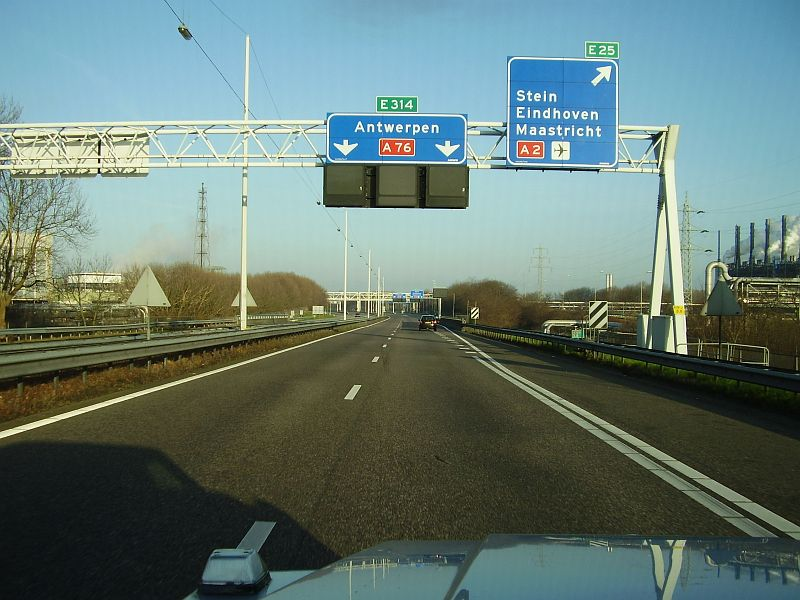
l'autoroute A76 en direction de la Belgique